# Вера Георгиева
Вера Минова Георгиева (на македонска литературна норма: Вера Минова Георгиева) е историчка от Северна Македония.

## Биография
Вера Георгиева е родена в град Скопие на 10 май 1950 година, тогава във Федерална Югославия. В 1974 година се дипломира във Философския факултет на Скопския университет със специалност философия. В 1982 година завършва магистратура във Философския факултет на Белградския университет. Преподавателка е по история на античната, средновековната и ренесансовата философия, като и по арабска и еврейска философия в Скопския университет. Авторка е на много научни трудове по история на философията и философия на религията.